# بلور (لعبة فيديو)
بلور (بالإنجليزية: Blur)‏ وتعني الضباب. هي لعبة سباق ومطاردة تلعب بين شخص أو شخصان صدرت عام 2010 وهي مطورة من قبل بليزارد إنترتينمنت ومنشورة من قبل أكتيفجن، وهي متوفرة على أجهزة إكس بوكس 360 وبلاي ستيشن 3 ومايكروسوفت ويندوز.

## اللعب المتعدد (MULTIPLAYER)
تستطيع أن يصل عدد اللاعبين لأكثر من 4 لاعبين على الأجهزة مثل البلاي ستايشن 3 و الإكس بوكس 360 ويصل حتى 20 لاعب على الأنترنات (online) و تستطيع أن تلعب بها على الحاسوب (PC) عبر LAN وتم تنزيل نسختين للأندرويد و iOS

## روابط خارجية
- بلور على موقع IMDb (الإنجليزية)